# Procesul Partidului Industrial
Procesul Partidului Industrial (25 noiembrie – 7 decembrie 1930) (în rusă Процесс Промпартии) a fost un proces spectacol în pe care mai mulți oameni de știință și economiști sovietici au fost acuzați și condamnați pentru că ar fi pus la cale o lovitură de stat împotriva guvernului Uniunii Sovietice.
Nikolai Krîlenko, adjunctul Comisarului Poporului (ministrului) Justiției, procurorul general adjunct al RSFSR și un proeminent bolșevic, a urmărit cazul. Președintele completului de judecată a fost Andrei Vîșinski, mai târziu adversarul lui Krîlenko, care a devenit notoriu ca procuror al Proceselor de la Moscova în 1936-1938.

## Istoric
Acuzații au fost un grup de economiști și ingineri sovietici de seamă, printre care Leonid Ramzin⁠(d), Piotr Osadchi, Nikolai Cearnovski, Alexandr Fedotov, Victor Laricev, Vladimir Ocikin, Ksenofont Sitnin, Ivan Kalinnikov și Serghei Kuprianov. Aceștia au fost acuzați că au înființat o „Uniunea Organizațiilor Inginerilor” antisovietică, (numită și „Sovietul Uniunii Organizațiilor Inginerești" sau „Partidul Industrial/Prompartii”) și că au încercat în 1926-1930 să submineze industria și transportul sovietic.
Deși în rechizitoriu se preciza că Partidul Industrial clandestin era format din 2.000 de persoane, doar opt dintre membrii săi au fost judecați . Profesorul Leonid Ramzin⁠(d) a fost „identificat” ca fiind șeful „Partidului Industrial”. Ramzin era în momentul arestării director al Institutului Unional de Termotehnică, membru al  Comitetului de Stat pentru Planificare al Consiliului de Miniștri al URSS și al Consiliul Suprem al Economiei Naționale.
Într-o acțiune conexă, o serie de membri proeminenți ai Academiei de Științe a URSS (Evgheni Tarle, Serghei Platonov, Nikolai Lihaciov, Serghei Bahrușin etc.) au fost arestați în 1930. Aceștia au fost menționați în timpul procesului „Partidului Industrial” ca fiind participanți la conspirație. Cu toate acestea, nu a avut loc niciun proces ulterior, iar aceștia au fost exilați în mod discret în zone îndepărtate ale țării timp de câțiva ani.

## Procesul
Procesul Partidului Industrial a fost primul proces de după anularea Noii Politici Economice în care inculpații au fost acuzați că au pus la cale o lovitură de stat împotriva regimului sovietic. Complotul ar fi fost pus la cale de foștii industriașii ruși emigranți organizați în Comitetul Comercial și Industrial din Paris (Торгово-промышленным комитет) și ar fi implicat guvernele Franței, Angliei și unor țări mai mici, precum Letonia și Estonia. Pentru participarea la lovitura de stat, Franța ar fi fost recompensată cu părți din Ucraina, în timp ce englezii ar fi primit o parte din petrolul din Caucaz. La sosirea forțelor de invazie, inculpații ar fi sabotat industria sovietică și ar fi creat haos în rețelele de transport (acuzațiile de acest tip aveau să devină standard în procesele-spectacol de mai târziu, în anii 1930). Procesul a fost, de asemenea, remarcabil prin faptul că a fost primul proces-spectacol sovietic în care acuzații și-au „mărturisit” presupusele crime, inclusiv cooperarea cu premierul francez. Acesta din urmă a trebuit să emită o dezmințire publică, publicată în Pravda',dar care a fost prezentată la proces ca o „dovadă” suplimentară de către acuzare.
Acuzarea a declarat că „Partidul Industrial era format din vechea intelectualitatea inginerească și tehnică de vârf, din specialiști și profesori importanți, care dețineau poziții privilegiate în timpul regimului capitalist”. Potrivit acuzării, toți membrii organizației fuseseră crescuți în mediul burghez și, prin urmare, erau străini de sistemul sovietic, ceea ce a servit la consolidarea unui punct important al propagandei sovietice din epocă.
„ Activitățile criminale antistatale ale Comitetului Central al Partidului Industrial au fost exprimate prin implicare în:

 a) sabotaj pentru a crea perturbări în viața economică,
 b) activități de spionaj în numele Statului Major General francez și al Torgprom, cu sediul în Franța, pentru a raporta date despre economia țării noastre și informații secrete legate de apărare, cu scopul de a facilita intervenția militară străină,
c) activitatea militară menită să dezorganizeze Armata Roșie și să pregătească acțiunile de trădare ale unităților și comandanților individuali - în același scop de facilitare a intervenției străină,
d) activitatea subversivă menită să distrugă forțele de producție ale industriei sovietice și spatele Armatei Roșii chiar în momentul intervenției. ”
De asemenea, s-a pretins că sabotorii Partidului Industrial au trecut în mod viclean de la sabotajul direct, brut, ușor de recunoscut, la subminarea economiei în domeniile planificării și distribuției resurselor. Practic, orice fel de acțiune imaginabilă putea fi interpretată drept subminare: de exemplu, decizia inginerilor de a investi într-un anumit domeniu putea fi interpretată drept subminarea economică prin redistribuirea de resurse din alte domenii vitale, în timp ce, în același timp, decizia lor de a nu investi putea fi interpretată, de asemenea, drept subminare: costul de oportunitate al oricărei decizii putea fi folosit pentru a indica vinovăția. Cu alte cuvinte, inginerii au fost transformați în țapi ispășitori pentru problemele economice bine cunoscute din diverse domenii ale industriei sovietice.
Procesul a reprezentat o perfecționare a metodelor aplicate în Procesul Șahti din 1928 și un precursor important al Proceselor de la Moscova de la sfârșitul anilor 1930. Într-unul dintre acele mici erori care aveau să afecteze procesele ulterioare, Ramzin a fost acuzat că ar fi complotat cu industriașul emigrant rus Pavel Riabușinski în 1928, deși acesta din urmă murise în 1924.

## Verdictul și consecințele
Cel mai activ inculpat în proces a fost profesorul L. Ramzin. Acesta nu numai că și-a recunoscut vina, dar i-a acuzat și pe alții. Atunci când Ramzin s-a întâlnit cu unul dintre foștii acuzați în proces, inginerul Lurie, acesta din urmă a refuzat să vorbească cu Ramzin datorită mărturiei mincinoase a profesorului din timpul judecății. Ramzin a izbucnit în lacrimi și a spus că s-a incriminat pe el însuși mai mult decât pe alții și că a fost forțat să depună mărturie de către OGPU .
Pe 7 decembrie, cinci inculpați au primit pedeapsa cu moartea, care a fost comutată în pedepse lungi de închisoare, în timp ce alți inculpați au fost condamnați la diferite pedepse de închisoare.
 Condamnați la moarte prin împușcare și confiscarea proprietății
- Leonid Ramzin⁠(d) – Sentința a fost comutată în 10 ani de închisoare și pierderea drepturilor timp de 5 ani, dar a fost lăsată în vigoare confiscarea proprietății. În februarie 1936 a fost amnistiat [4][5]. După eliberare, a lucrat la Institutul de Inginerie Energetică „G. M. Krjijanovski și ca profesor la Institutul de Inginerie Energetică din Moscova, conducând Departamentul de Inginerie a Cazanelor din cadrul Departamentului de Inginerie Energetică, pe care l-a fondat. În timpul detenției, Ramzin a fost lăsat să lucreze în continuare. În cele din urmă, a fost copleșit de premii sovietice (Premiul Stalin, Ordinul Lenin și Ordinul Steagul Roșu al Muncii). ) pentru activitatea sa științifică, în special pentru cazanul cu ardere directă „Ramzin”. A murit la 28 iunie 1948. A fost reabilitat în 1991.

.
- Victor Laricev – Sentința i-a fost comutată la 10 ani de închisoare și pierderea drepturilor timp de 5 ani, dar a fost lăsată în vigoare confiscarea proprietății.. A fost amnistiat în februarie 1936 și reabilitat în 1960[6][7]
- Nikolai Cearnovski – Pedeapsa a fost comutată în 10 ani de închisoare și pierderea drepturilor timp de 5 ani, dar a fost lăsată în vigoare confiscarea proprietății. Mai târziu a fost exilat în orașul Kovrov, unde a fost rearestat la 29 noiembrie 1937. A fost împușcat pe 5 martie 1938 în Gorki[8].
- Ivan Kalinnikov – Pedeapsa a fost comutată în 10 ani de închisoare și pierderea drepturilor timp de 5 ani, dar a fost lăsată în vigoare confiscarea proprietății. A murit în 1939 sau posibil în aprilie 1942 în Leningradul asediat[9].
- Alexandr Fedotov – Pedeapsa a fost comutată în 10 ani de închisoare și pierderea drepturilor timp de 5 ani, dar a fost lăsată în vigoare confiscarea proprietății. Câțiva ani mai târziu, din cauza lipsei de specialiști în țară, a fost transferat în orașul Ivanovo, unde, în timp ce rămânea prizonier, a lucrat ca inginer mecanic. În jurul anului 1937 a fost amnistiat, dar după un timp a fost din nou arestat. A stat în închisoare aproximativ un an, lucrând în specialitatea sa la fabrica „Manufactura Triohgornaia” din Moscova. În 1939, Fedotov a fost eliberat, iar șase luni mai târziu, pe 6 ianuarie 1940, a murit. A fost înmormântat la cimitirul Piatnitskoe din Moscova.[10].

 Condamnați la închisoare, confiscarea proprietății și pierderea drepturilor timp de 5 ani
- Serghei Kuprianov a fost condamnat la 10 ani de închisoare, redusă ulterior la 8 ani. A fost lăsată în vigoare confiscarea proprietății și pierderea drepturilor timp de 5 ani[11][12][13]
- Vladimir Ocikin a fost condamnat la 10 ani de închisoare, redusă ulterior la 8 ani. A fost lăsată în vigoare confiscarea proprietății și pierderea drepturilor timp de 5 ani [11]. Nu se cunoaște soarta ulterioară.
- Xenofont Sitnin a fost condamnat la 10 ani de închisoare, redusă ulterior la 8 ani. A fost lăsată în vigoare confiscarea proprietății și pierderea drepturilor timp de 5 ani [11]. Nu se cunoaște soarta ulterioară.

Condamnările pentru acuzațiile de „sabotaj” și „subminare” au făcut posibilă justificarea calculelor greșite ale conducerii partidului în planificarea industriei, a delapidărilor și a proastei gestiuni. În parte, „cazul Partidului Industrial” a consolidat abordarea neprofesionistă și formală a gestionării proiectelor economice în URSS, când datele optimiste din rapoarte și conturile contabile erau în contradicție izbitoare cu starea reală a lucrurilor. Rezultatul acestui caz a fost, de asemenea, o lipsă acută de personal ingineresc experimentat, ceea ce a dus la o utilizare ineficientă a echipamentelor, la o scădere a calității și la o creștere a numărului de accidente industriale

În februarie 1936 au fost grațiați și alți câțiva inculpați. Doi ani mai târziu, în ianuarie 1938, procurorul, Nikolai Krîlenko, a fost arestat și împușcat în timpul Marii Terori.